# Consuelo Tomás
Consuelo Tomás Fitzgerald (Bocas del Toro, Panamá; 30 de agosto de 1957) es una poeta, narradora, comunicadora y actriz de teatro para títeres panameña.

## Vida profesional

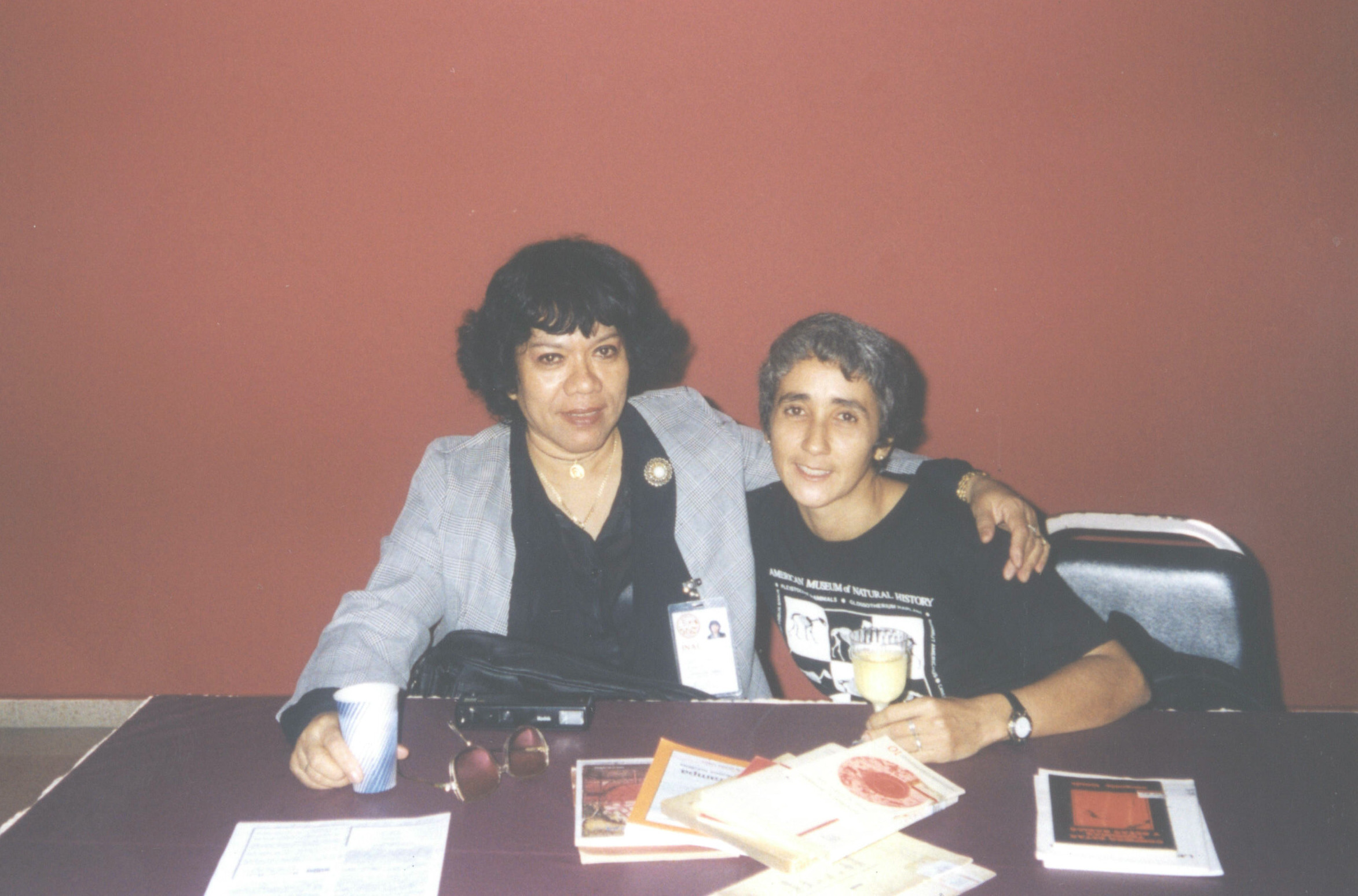
Consuelo Tomás (derecha) y Moravia Ochoa en 1997.

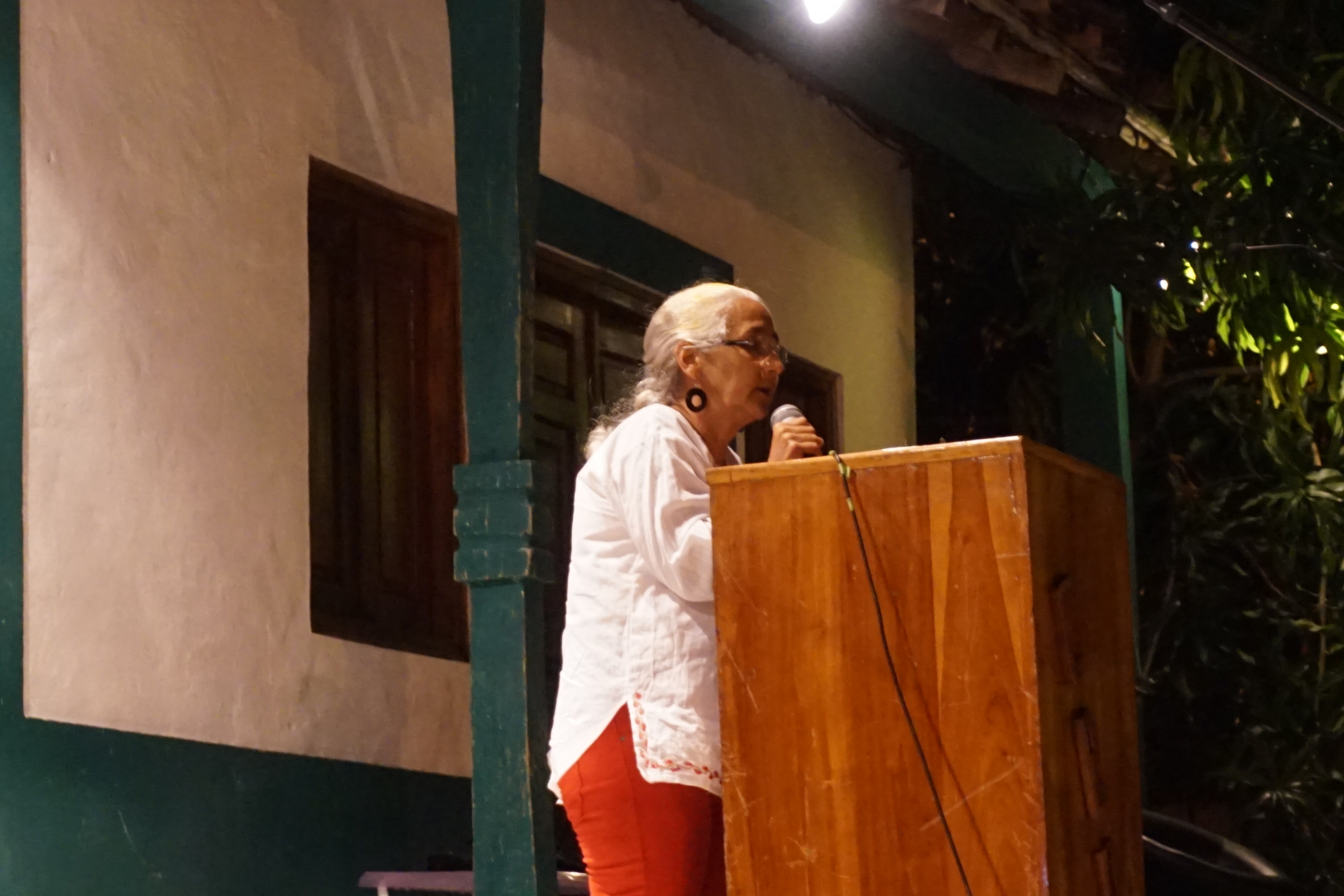
Consuelo Tomás recitando una poesía en el Festival de Penonomé en abril de 2015.

Ha ganado premios nacionales de poesía y cuento y participado como invitada a una pluralidad de encuentros literarios en España, Centroamérica, Alemania, Argentina, Cuba, Puerto Rico, México, Colombia, República Dominicana. Parte de su obra ha sido publicada en revistas nacionales e internacionales y traducida al inglés, francés, holandés, sueco, alemán, rumano, portugués y bengalí.
Actualmente labora en la emisora cultural y educativa Crisol FM, en el Sistema Estatal de Radio y Televisión (SERTV) de Panamá. Forma parte de la Asociación Cultural AlterArte, del Comité ejecutivo del Proyecto para la capacitación del sector teatro en Centroamérica (Carromato), patrocinado por la cooperación sueca.
En febrero de 2022 fue designada como académica de la Academia Panameña de la Lengua.

## Obras publicadas
- Confieso estas ternuras y estas rabias (Poesía, Formato 16, 1983)
- Las preguntas indeseables (Poesía, Ed. Formato 16, 1985)
- Cuentos rotos (Narrativa, Ed. Mariano Arosemena, 1991)
- Motivos generales (Poesía, Ed. Búho, República Dominicana, 1992)
- Apelaciones (Poesía, Col. Antologías y Homenajes, Ed. Mariano Arosemena, 1993)
- El cuarto Edén (Poesía, Epic Publications, 1985)
- Inauguración de la fe (Narrativa, Col. Premio, Ed. Mariano Arosemena, 1995)
- Agonía de la reina (Poesía, Col. Premio, Ed. Mariano Arosemena, 1995)
- Libro de las propensiones (Poesía, 2000)
- Evangelio según san Borges (Teatro, Ed. Mariano Arosemena, 2005),
- Pa'na'má quererte (Narrativa, 2007).
- Lágrima de dragón (Novela, 2009) Editorial Mariano Arosemena, 2010